# Corybas montanus
Corybas montanus är en orkidéart som beskrevs av David Lloyd Jones. Corybas montanus ingår i släktet Corybas, och familjen orkidéer. Inga underarter finns listade i Catalogue of Life.